# 三浦敏男
三浦 敏男（、1935年〈昭和10年〉5月23日 - ）は、日本の元俳優。山口県玖珂郡出身。別名は三浦 敏夫（読み同じ）。実母は東宝専属女優の一万慈多鶴恵。玉川学園大学英文科卒。身長160センチメートル。特技は乗馬。

## 来歴・人物
1957年、東宝へ入社。
特撮映画を始め、ジャンルを問わず多くの作品に出演していた。小柄で童顔なのが特徴である。

## 出演作品
- あらくれ（1957年、成瀬巳喜男監督作品）- 小僧の順吉（三浦常男名義）
- 杏っ子（1958年、成瀬巳喜男監督作品）- 酒屋の小僧
- 若旦那は三代目（1958年、中村積監督作品）- 善一
- 裸の大将（1958年、堀川弘通監督作品）- 精神病院の職員・五郎
- こだまは呼んでいる（1959年、本多猪四郎監督作品）- 書店の店員
- 若旦那大いに頑張る（1959年、中村積監督作品）- 善一
- 上役・下役・ご同役（1959年、本多猪四郎監督作品）- 面接の学生
- 若い恋人たち（1959年、千葉泰樹監督作品）- 野崎家の運転手
- 悪魔の接吻（1959年、丸山誠治監督作品）- 小野
- お姐ちゃん罷り通る（1959年、杉江敏男監督作品）- 出前持ち
- 顔役と爆弾娘（1959年、筧正典監督作品）- 近藤
- 若い素肌（1960年、川崎徹広監督作品）- 山本彦吉
- ハワイ・ミッドウェイ大海空戦 太平洋の嵐（1960年、松林宗恵監督作品）- 渡辺一飛曹[4]
- 八百屋お七 江戸祭り一番娘（1960年、岩城英二監督作品）- 小僧三太
- 秋立ちぬ（1960年、成瀬巳喜男監督作品）- 隆（昭太郎のバイク仲間）
- 電送人間（1960年、福田純監督作品） - 軍国キャバレーのボーイ[1][3]
- 大坂城物語（1961年、稲垣浩監督作品） - 道具屋の小僧
- 若い狼（1961年、恩地日出夫監督作品）- 白狼会のチンピラ
- サラリーマン奥様必得帖（1961年、古沢憲吾監督作品）- 田口
- 若大将シリーズ
  - 大学の若大将（1961年、杉江敏男監督作品）- 水泳部部員
  - 銀座の若大将（1962年、杉江敏男監督作品）- 拳闘部部員・沢村
  - 日本一の若大将（1962年、福田純監督作品） - カミナリ族A
  - ハワイの若大将（1963年、福田純監督作品）- 田能久の板前・三郎
- モスラ（1961年、本多猪四郎監督作品）- ネルソンの手下[出典 1]
- 香港の夜（1961年、千葉泰樹監督作品）- 味噌醸造元の従業員
- 暗黒街撃滅命令（1961年、福田純監督作品）- 殿村組乾分
- 女の座（1962年、成瀬巳喜男監督作品）- 「蘭々亭」の客
- どぶろくの辰（1962年）
- 愚連隊シリーズ
  - どぶ鼠作戦（1962年、岡本喜八監督作品） - 八路軍の配膳係
  - のら犬作戦（1962年、福田純監督作品）-歩哨
- 続新入社員十番勝負 サラリーマン一刀流（1962年、岩城英二監督作品）- やくざ
- 吼えろ脱獄囚（1962年、福田純監督作品）- 電気係
- 高校生と女教師 非情の青春（1962年、恩地日出夫監督作品）- 桜井
- 女の歴史（1963年、成瀬巳喜男監督作品）－吉川（清水材木問屋の従業員）
- 海底軍艦（1963年、本多猪四郎監督作品）- 自衛隊レーダー員[5]
- ああ爆弾（1964年、岡本喜八監督作品）- 映画館の用心棒
- がらくた（1964年、稲垣浩監督作品）- 卯之
- 三大怪獣 地球最大の決戦（1964年、本多猪四郎監督作品）- 調査隊隊員2[出典 2]